# Байков, Иван Иванович (адмирал)
Иван Ива́нович Байко́в (16 сентября (29 сентября) 1906 — 23 марта 1992) — советский флотоводец, адмирал (08.08.1955).

## Биография
В 1927—1931 годах курсант Военно-морского училища имени М. В. Фрунзе. В 1931 году минёр подводной лодки «Красногвардеец». В 1931—1932 году — на учёбе в командном классе Учебного отряда подводного плавания. В 1932—1933 году — помощник командира подводной лодки «Пролетарий».
С сентября 1933 по март 1936 года — командир подводной лодки «М-16». С марта 1936 по май 1938 года — командир дивизиона подводных лодок. С мая 1938 по октябрь 1939 года — начальник штаба, а с октября 1939 по апрель 1942 года — командир бригады подводных лодок. С апреля 1942 по апрель 1943 года — заместитель начальника, а с апреля по август 1943 года — помощник начальника штаба Тихоокеанского флота.
С августа 1943 по август 1945 года — начальник штаба Северной Тихоокеанской военной флотилии (главная база — Советская Гавань). Во время советско-японской войны обеспечивал планирование и руководство действиями флотилии по поддержке войск 16-й армии 2-го Дальневосточного фронта при освобождении Южного Сахалина и овладении островами Уруп и Итуруп.
После войны с августа по ноябрь 1945 года — командующий Камчатским морским оборонительным районом. С ноября 1945 по июль 1946 года — командующий Камчатской военной флотилией. С июля 1946 по январь 1947 года — командующий Сахалинской военной флотилией.
С января 1947 по октябрь 1951 года — командующий 7-м Военно-морским флотом (главная база — Советская Гавань).
В 1951—1953 года учился на военно-морском факультете Высшей военной академии, который окончил досрочно.
С февраля 1953 по февраль 1956 года — комендант Кронштадтской военно-морской крепости. С февраля 1956 по январь 1961 года — командующий Ленинградским военно-морским районом. С января 1961 по декабрь 1971 года командир Ленинградской военно-морской базы — комендант Кронштадтской военно-морской крепости. Одновременно в 1956—1971 годах — старший морской начальник в Ленинграде.
С января 1972 в отставке.
Умер 23 марта 1992 в Санкт-Петербурге. Похоронен на Серафимовском кладбище.

## Память
В честь И. И. Байкова назван посёлок Байково на острове Шумшу (название присвоено в 1946—1949 гг.).

## Воинские звания

Могила Байкова на Серафимовском кладбище Санкт-Петербурга.

- Контр-адмирал (5 ноября 1944)
- Вице-адмирал (17 января 1947)
- Адмирал (8 августа 1955)

## Награды
- 4 Ордена Ленина (1935, 1951, 1957, 1967);
- Орден Октябрьской Революции (1967);
- 3 Ордена Красного Знамени (1945, 1946, 1956);
- 2 Ордена Отечественной войны I степени (1946, 1985);
- Орден Трудового Красного Знамени (1966);
- 2 Ордена Красной Звезды (1943, 1944);
- медали.